# 汪强 (空军中将)
汪强（1893年3月12日—1957年5月17日），原名锡彬, 字伯平，英文名John。毕业于保定军官学校三期炮科。毕业后，任南京青年会和汉口任青年会干事和总干事，并留美勤工俭学，在纳什维尔（Nashville）大学攻读文科。曾任南京中央军校体育总教官，第九集团军少将炮兵副指挥并参加了八一三淞沪会战，湖南省伤兵管理处中将处长，空军少将（陆军中将奉）空军幼年学校教育长，1946年晋升为空军中将后退役并任遗族学校复校筹建处处长。曾获忠勤勋章，抗战胜利勋章，陆甲一等奖章，和四等云麾勋章。

## 生平

### 早年经历
汪锡彬(汪强原名)出生于上海一信奉基督教的家庭，幼年时家庭生活艰难、在清苦中度过。 约1900年至1910年（七岁至十七岁）入学学习并毕业于南京八府塘中学。1911年辛亥革命时，以青年学生身份参加孙中山先生组织的学生军，1912年9月后入武昌陆军第二预备学校学习，该校第一期招生正课生755人由（为辛亥革命中黄兴从湖北带到南京的敢死队、在南京招收的敢死队以及上海学生军)，这些学生毕业后，入伍当兵半年，再于1914年8月升入保定陆军军官学校第三期。汪强在保定军校炮科学习二年，于1916年8月毕业，同学有张治中、白崇禧、何键等。

### 工作经历
从保定陆军军官学校毕业后，汪强被派至南京郊区一部任练习排长，因愤恨军阀部队的腐败，不久即辞职转入南京基督教青年会任干事，负责学生工作，先后任南京、汉口青年会干事。
在武汉期间，汪伯平(汪强在青年会工作时候用的名字)曾是恽代英的好友。恽代英多次听过青年会举行的演讲，并认为"青年会演讲颇多切中时弊"。因恽代英给青年会的刊物写过不少文章，他被邀请参加1917年8月基督教青年会在庐山举办的夏令会。这次庐山行是恽代英与青年会的第一次最亲密的接触，在连日的聚会中，他收获颇多，结识了很多青年会的人物并成为好友。比如他曾和毕范宇畅谈宗教；在日记中罗列了23人为新交之友，其中有汉口青年会干事汪伯平。正是这次庐山聚会使他们成为挚友，之后经常在一起交流，相互提供帮助。
此后汪伯平又在长沙青年会任总干事，并由南京青年会于1924年送往美国勤工俭学二年 ，在纳什维尔（Nashville）大学攻读文科，同时在福特汽车厂打工。

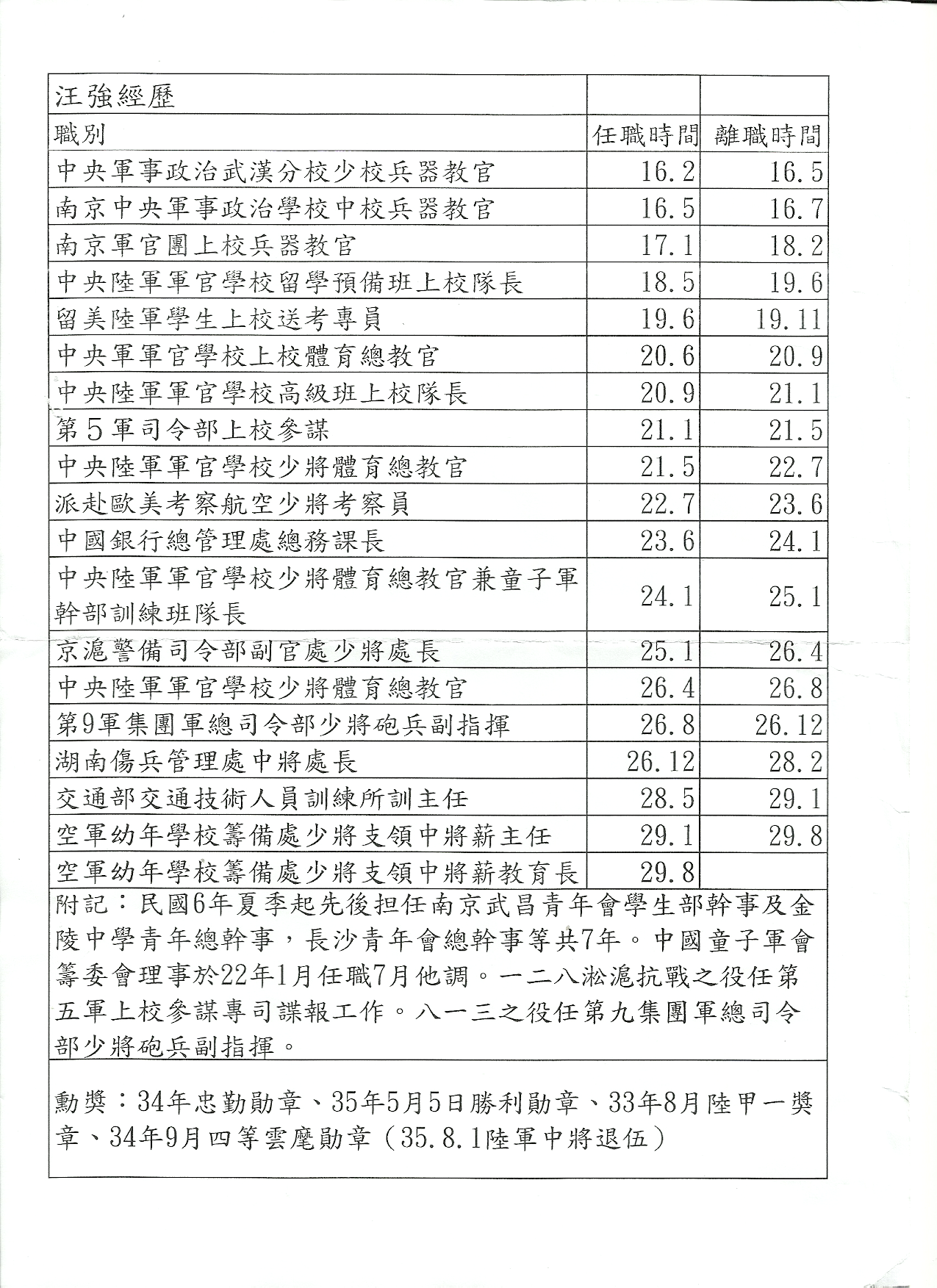
中华民国国防部给汪强直系亲属出据的军旅经历

1929年5月汪强任南京中央陆军军官学校留学预备班上校队长，留美陆军学生上校送考专员。根据军校档案记载 ， 1929年4月，蒋介石特令在六期学生各队中，择品学兼优、身体健全、名列前二十名者，选呈候考派送出洋留学深造。经严格考试筛选，留学预备班于6月下旬筹备成立，校委梁子骏上校战术教官为该班教务长，汪强为队长。该班学员留学国别及学习科目人数分别为：英国5人，美国15人，德国15人，法国12人；科别为步、骑、炮、工、战车、交通、无线电、航空制造、航空汽车、制造兵器、军用化学、海军。汪强作为送考员在此期间带队送8人（周宏沼、阮积熊、陆瑞科、彭展寰、于德源、张毅、吴家让、唐铁成）去美留学 。同班的有留法的廖耀湘和留德的徐焕昇。1930年5月15日，蒋介石在中央军校内小花园官邸黄埔楼设宴饯行，宋美龄在座，留学预备班全体学员由队长汪强率领前去；席间，汪强和宋美龄用英语交谈。
回国后，汪强继续任军校上校体育总教官，高级班队长。他1932年1月任第五军司令部参谋，专事谍报工作，并参加一·二八抗战。 
汪强在1932年5月晋升为少将并回军校继续担任体育总教官。在他主持下，1933年1月在南京的中央陆军军官学校开始修建室内游泳馆健身房，至9月30日完工。号称是亚洲最好的温水游泳馆。当时学校有学员生不下6000人，并要求每个学员能够独立游完100米。 汪强在他所著《游泳与救生》小册子中提到，从游泳池建成到1937年南京沦陷四年间一共训练成功学员约16000余人。这些学员毕业后大半分到教导总队、87、88、36师及宪兵团担任军官，并在从南京撤退时能游泳横渡长江。
1933年7月汪强陪同周至柔两人赴欧美考察航空一年。根据美国国家档案馆记录，周至柔（Chow Chih-Jou）和汪强 （Wang John Chiang）乘柯立芝总统号邮轮（SS President Coolidge）于1933年7月10日从旧金山入境美国 。
回国后，汪强在上海任中国银行总管理处总务课长一年。他极为重视对两个女儿的全面教育。在1935年上海万国体育场举行的全国自行车运动会上，15岁的大女儿汪爱先获得女子自行车冠军。 
受军校张治中教育长的邀请，汪强在1935年初再次回到军校任的体育总教官；在1937年8月跟随张治中任第九集团军炮兵副指挥并参加了八一三淞沪会战；而后在1937年12月任湖南省伤兵管理处中将处长。
汪强1940年1月加入空军，以空军少将的身份（保留中将的薪奉）负责筹建空军幼年学校。

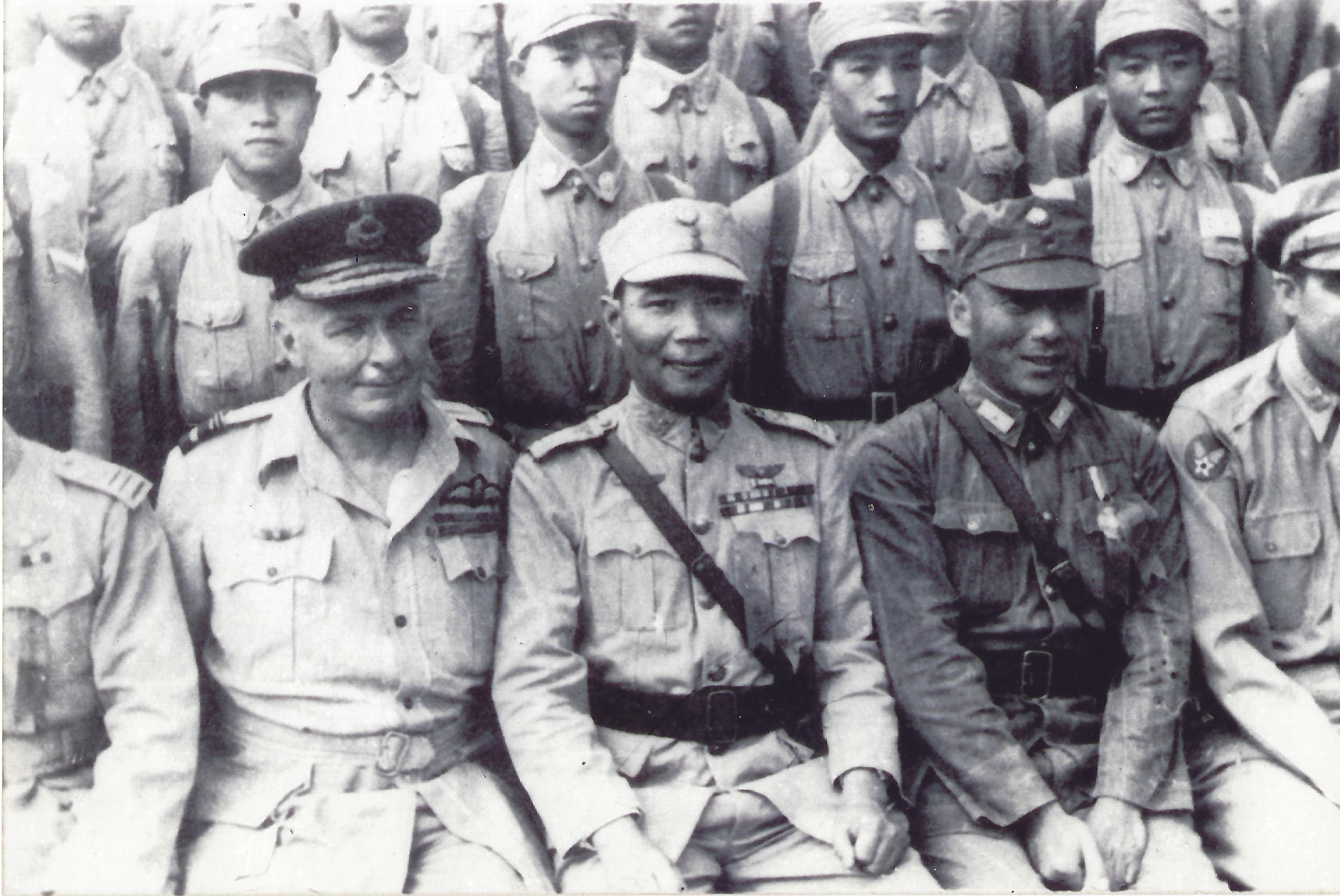
汪强（右二）率空幼校学生欢迎空军司令周至柔（中）和美军访问团，后排四个学生是施海容、刘荣建、张在言和刘国城。

1940年8月空军幼年学校正式成立后，汪强任教育长。空幼校精选12岁至15岁，体质、学识等各方面优秀并具有小学毕业程度的少年儿童入学，施以六年中等教育及奠定学飞基础所需要的各种训练。按照当时军校的惯例，校长由蒋介石担任（挂名)，汪教育长常驻学校并实际主持校政六载，共招生六期，学生约2100人。因为文化考试、体格检查极为严格，经过筛选，各地录取率往往只有百分之几甚至千分之几。
汪教育长在开学典礼上发表如下演讲: 
现代战争，注重速力。元朝利用骑兵的速力，远征欧洲；英国利用蒸汽的速力，雄视全球。自飞机发明，其速力更大，威力更猛，可于数天之内，亡人国家。因为飞机对敌情的侦察，目标的指示，交通补给的威胁，军备仓储的毁灭，士卒前进的掩护，敌军阵地的轰炸，都能决胜于俄倾，收战果于瞬息。因为飞机的构造，系集声光化电力之大成，才能由此惊人的速力，发挥战争的高度性能。我们空军幼年学校，完全适应时代的需要而诞生。
太易有云："山下出泉，其象为蒙，在山水清，出山水濁，决诸西方则西流。"  因为赤子之心，天真未凿，胸怀坦白，如明镜，如素照，有皎洁之明，无纤層之染，施以军事管训，思想最易就范，身体德行等，均易纳入正轨，容易养成此后健全的干部。本校所用'幼校'二字名校，意义就在这。 
汪教育长十分重视师资，从全国广聘名师，如国文教官谢少白，英语教官劳远培、郭有玉（留美硕士)， 音乐家王云阶、武术家张英健、美术家谭雪楷、书法家吴丈蜀、文学家牧野等。

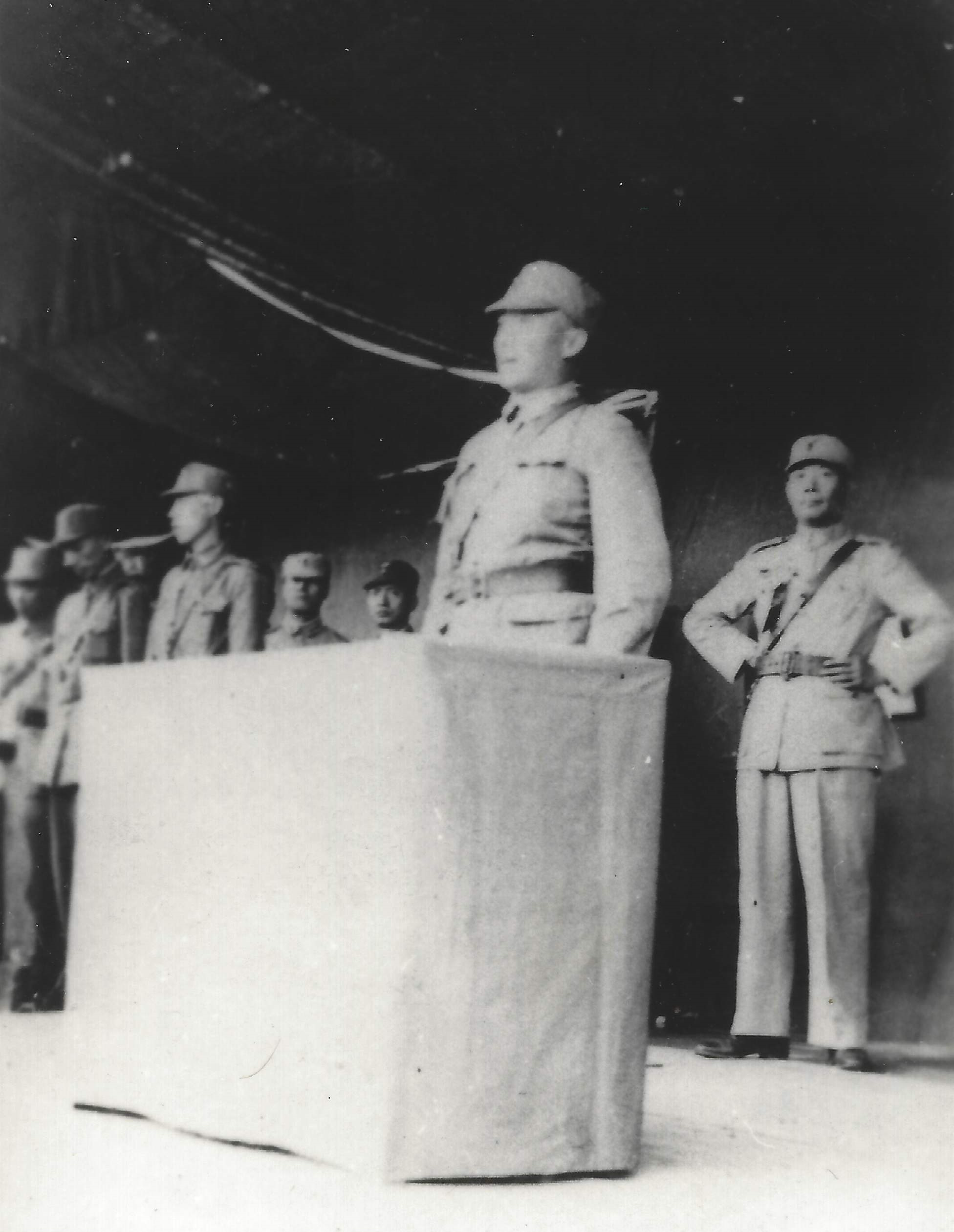
汪强在空军幼校开学典礼上讲话； 后面（叉腰者）是民国航空委员会主任空军司令周至柔。

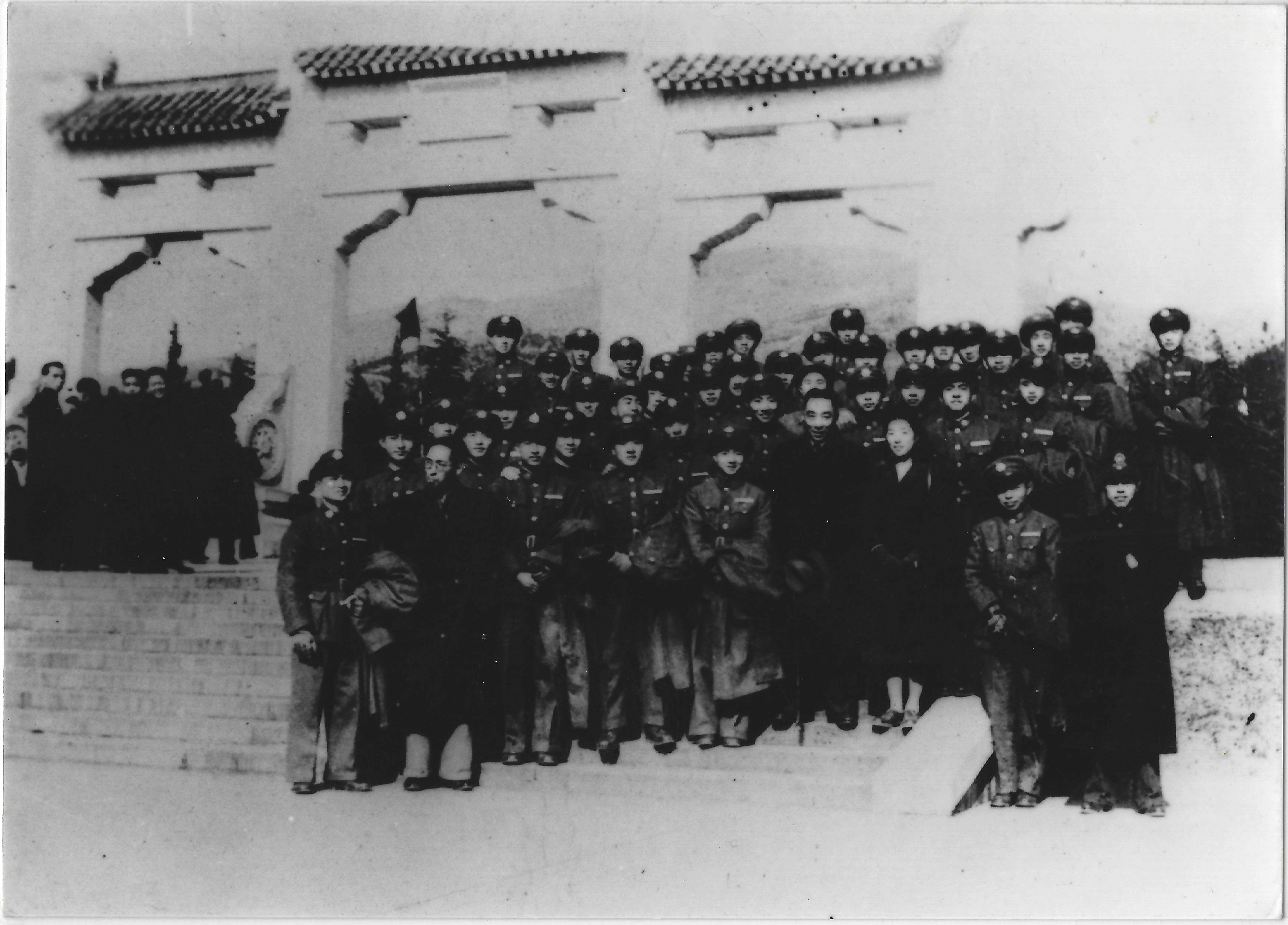
汪强和二女儿汪爱丽与空幼校一期毕业生在中山陵合影留念 (1947年)

汪教育长用自己独特的融贯中西的办学治校思想、作风和方法，去全面地培养和训练学生，被称为“穿军装的教育家”。他强调体育的重要性，要求每位学生都要学会游泳，组织学生人工挖建了一个标准游泳池，并经常组织各种球赛；航模队多次获得国内比赛的第一名。 他还要求学生全面发展，必须学会一样乐器，会唱歌，熟悉各种礼仪包括如何使用西餐餐具；并注意青少年心理健康，举办和华美女中学生联欢会等，对学生充满关爱。在当时的环境条件下，他不仅在校内秉公办事不留私情，还和当地村民、乡绅甚至土匪，充满智慧地和平相处，使学生们受到当地各类人士的尊重和保护。在抗战最艰难的时候，他备有计划带学生持手中的枪支武器进四川山中打游击战。空军幼年学校的经历给所有的学生留下了极为深刻的印象，汪教育长因此也受到全体学生们的深情爱戴。 空幼校校友在北美、中国大陆，和台湾三地各自创办了自己的通讯刊物：1986年，《北美蒲阳通讯》创刊；1988年6月，《北京蒲阳通讯》开办；1991年4月，在台湾发行了《空幼》杂志，延续至今；2016年12月在中国大陆出版《重庆蒲阳简报》至今。1990年以后，散布在世界各地的校友们每年举行聚会，并集体撰写文集《感激与怀念——纪念汪强教育长诞生100周年》以作纪念。

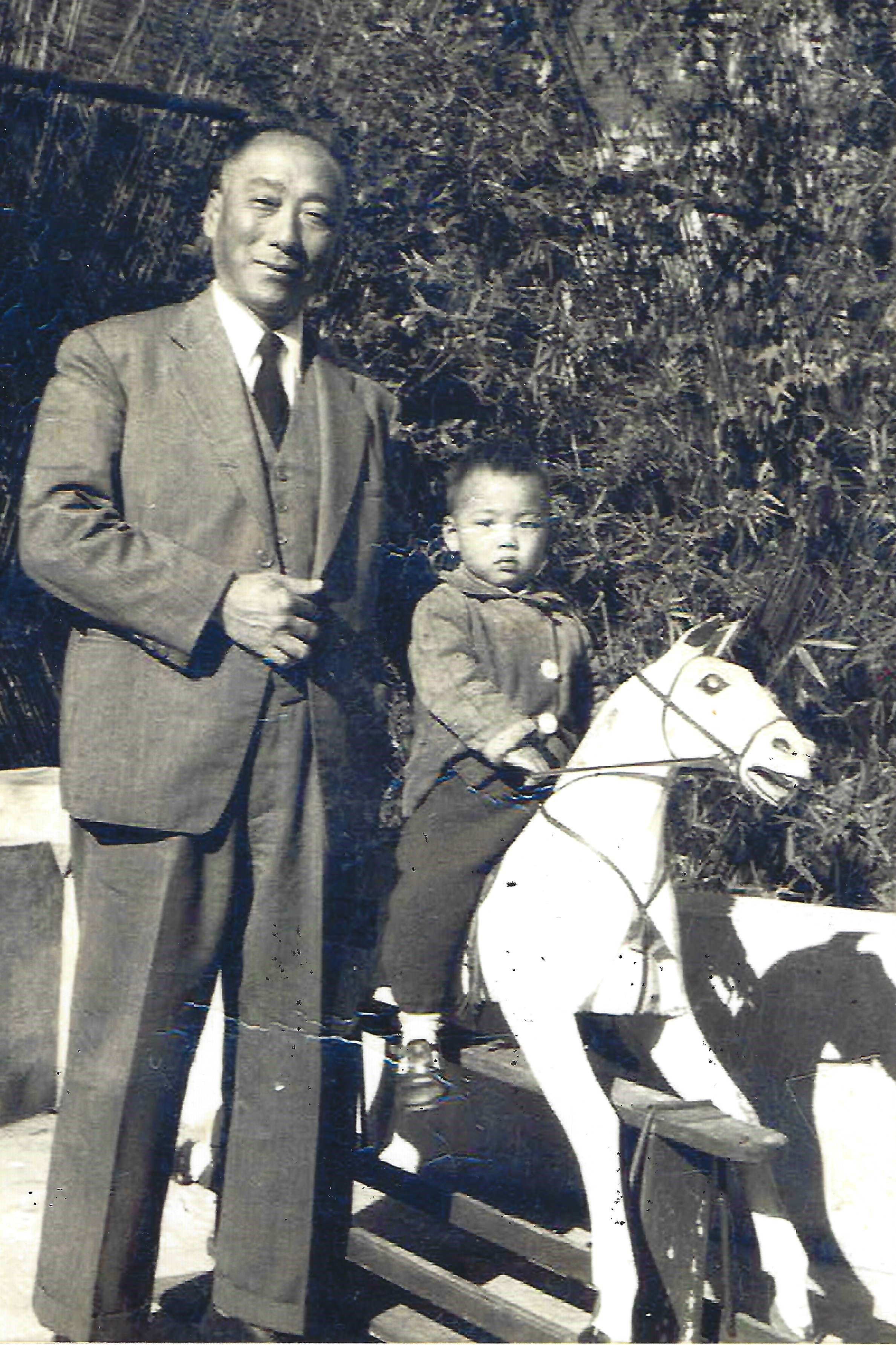
汪强和他的一个外孙（1948年，上海）

空军幼年学校先后培养出许多杰出人才， 如段一士、刘辽、赵知远、华锡钧、王锡爵、傅京孙、林文礼、徐德之、唐飞和张立义等，有70多位空幼校学生在台湾海峡两岸晋升为将军，其中上将就有6位。

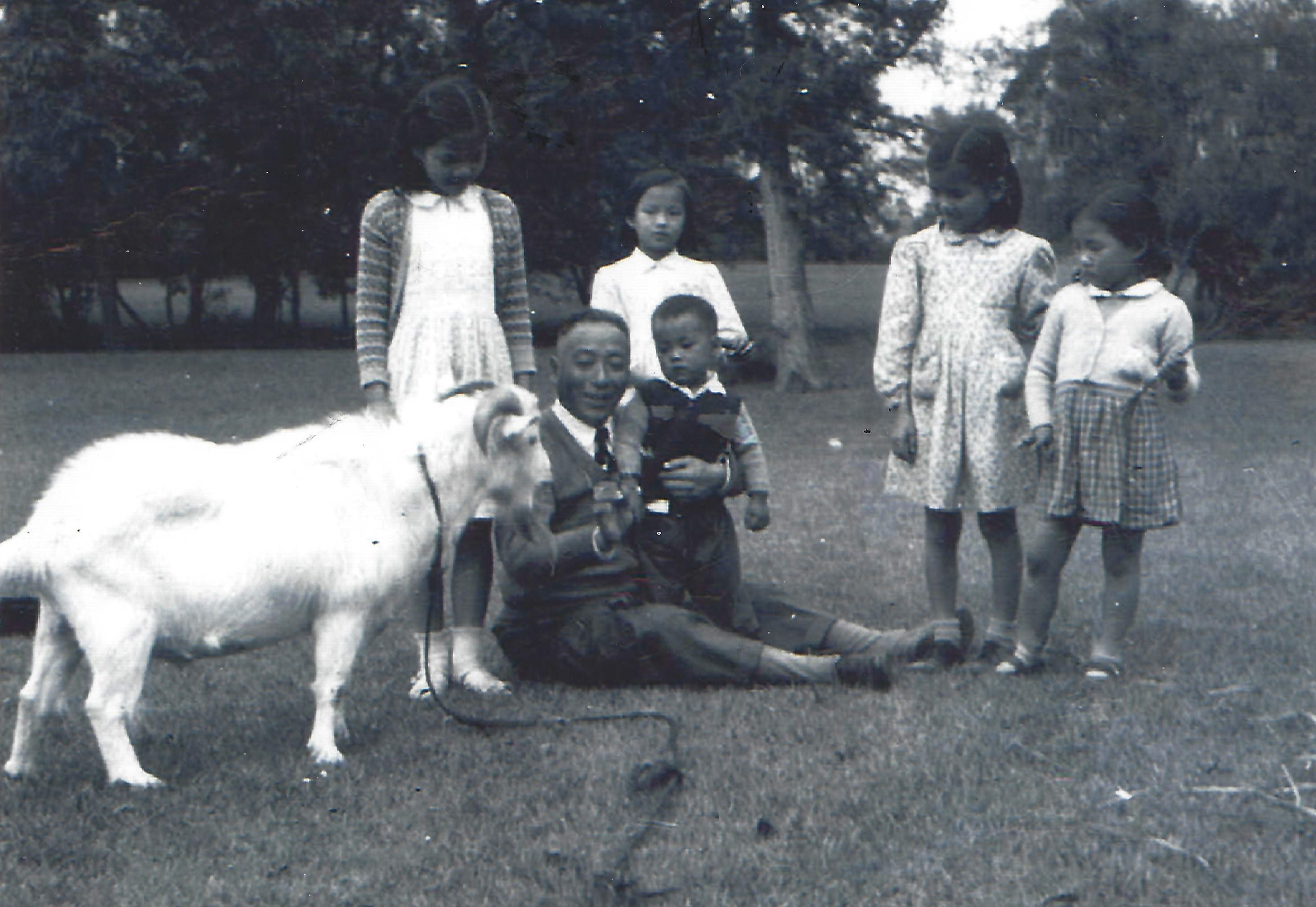
汪强和他的外孙、外孙女们（1948年，上海圣约翰大学）

空军幼年学校的校歌：“崇墉九仞，必厚其基。峻岭千寻，必登自卑。惟我空军，嶽嶽英姿。下俯云汉，上接虹霓。咨尔多士，朝斯夕斯。论年则幼，用志不歧。宏尔造诣，正尔威仪。德与时进，学与岁驰……驱逐寇盗，海宇清夷。云程万里，远大为期。” 
汪强1946年7月31日晋升为空军中将，他是当时民国空军仅有的三位中将之一。 同年退役后受聘于宋美龄女士任遗族学校复校筹建处处长。
因不愿参加内战，他于1947年主动退休，在1957年5月17日病逝于南京。

### 勋奖
曾于1945年获忠勤勋章（颁授连续服现役十年以上，成绩优异足资楷模之军人），1946年5月5日获抗战胜利勋章(颁给参与对日抗战的官兵)，1945年9月获陆海空军奖章（陆甲一等)，1945年9月获四等云麾勋章（用以表彰在保卫国家作出贡献、平定内乱、拥有显著战功的将、校高级军官）。

## 家庭
- 父润斋，母朱氏，系圣公会教会里的会友，共育三男二女。
- 妻：汪俞祥芝，小学教书员，育有二女：汪爱先和汪爱丽。
- 姐：汪锡春，丈夫邵维宗（宜诚）也是保定军校第3期的毕业生，曾在民国财政部工作。
- 弟：汪锡麟，后改为汪锡林、汪西林。毕业于金陵大学，在哥哥的帮助下，1931年赴美留学，先后在哥伦比亚大学攻读训育原理及教育哲学，并获美国麻省宾斯大学教育学硕士学位，先后在湖南大学、湘雅医学院、湖北教育学院、湖南中正医学院和厦门大学任教授。
- 妹：汪锡和，丈夫林旭如 (林暐），保定军校第3期毕业，中国银行上海经理，周至柔和汪强二人去美国和欧洲考察航空时的中方联系人。
- 弟：汪锡鹏，曾任上海中华全国基督教协进会乡村部执行干事。